# Sylvora acerni
Sylvora acerni är en fjärilsart som beskrevs av James Brackenridge Clemens 1860. Sylvora acerni ingår i släktet Sylvora och familjen glasvingar. Inga underarter finns listade i Catalogue of Life.